# Bokermannohyla ibitipoca
Espèce
Synonymes
- Hyla ibitipoca Caramaschi & Feio, 1990

Statut de conservation UICN

 DD  : Données insuffisantes
Bokermannohyla ibitipoca est une espèce d'amphibiens de la famille des Hylidae.

## Répartition
Cette espèce est endémique du Brésil. Elle se rencontre de 1 200 à 1 520 m d'altitude dans la Serra do Ibitipoca, la Serra da Mantiqueira et la Serra do Brigadiero dans l'État du Minas Gerais et dans la Serra da Boa Vista dans l'État du Espírito Santo.

## Étymologie
Son nom d'espèce lui a été donné en référence à son lieu de découverte, la Serra do Ibitipoca.

## Publication originale
- Caramaschi & Feio, 1990 : A New Species of Hyla (Anura, Hylidae) from Southern Minas Gerais, Brazil. Copeia, vol. 1990, no 2, p. 542-546 (texte intégral).